# Аноплии
Аноплии (лат. Anoplius)— род дорожных ос (Pompilidae).

## Распространение
Для СССР ранее указывалось 18 видов.. В Мексике 41 вид.

## Описание
Охотятся и откладывают яйца на пауков, которых парализуют с помощью жала. Личинки эктопаразитоиды пауков. Основание усиков расположено ближе к наличнику, чем к глазку. Коготки равномерно изогнутые. Вершина средней и задней голеней помимо шпор несёт шипы разной длины. Верх задних бедер с 1-5 предвершинными короткими прижатыми шипиками.

## Классификация
- Подрод Anoplius
  - Anoplius alpinobalticus Wolf, 1965
  - Anoplius caviventris (Aurivillius, 1907)
  - Anoplius concinnus (Dahlbom, 1843)
  - Anoplius eous Yasumatsu, 1936
  - Anoplius nigerrimus (Scopoli, 1763)
  - Anoplius piliventris (Morawitz, 1889)
- Подрод Arachnophroctonus Howard, 1901
  - Anoplius infuscatus (Van der Linden, 1827)
  - Anoplius viaticus
- Подрод Lophopompilus Radoszkowski, 1887
  - Anoplius samariensis (Pallas, 1771)